# Гурово (Михайлівка)
Гурово (рос. Гурово) — залізничний роз'їзд у Михайлівському районі Волгоградської області Російської Федерації.
Населення становить 4 особи. Входить до складу муніципального утворення Раковська сільська рада Михайлівського міського округу.

## Історія
Населений пункт розташований у межах українського історичного та культурного регіону Жовтий Клин.
Згідно із законом від 28 червня 2012 року № 65-ОД органом місцевого самоврядування є відділ сільської території Раковська сільська рада Михайлівського міського округу.

## Населення
| 2010 |
| ---- |
| 4    |